# Carl Heusner
Carl Christian Heusner (* 14. Oktober 1802 in Dhronecken bei Trier; † 28. Februar 1883 in Boppard) war ein deutscher Arzt. Er war ein Pionier der Pockenschutzimpfung und der Kaltwasserheilkunde.

## Leben
Nach dem Besuch des Gymnasiums in Weilburg studierte Carl Heusner an der Ruprecht-Karls-Universität Heidelberg Medizin. 1821 wurde er Mitglied des Corps Rhenania Heidelberg. 1822 verlieh ihm das Corps Rhenania Bonn, das 1820 von seinem Bruder, dem Heidelberger Hessen Ludwig Heusner gestiftet worden war, das Band. Nach dem Studium wurde er praktischer Arzt in Boppard und 1858 Kreisphysikus in St. Goar. 1882 wurde er auf eigenes Ersuchen als Kreisphysikus in den Ruhestand versetzt. 1841 gründete er die Kaltwasserheilanstalt Mühlbad in Boppard, die er bis zu seinem Tode als Chefarzt leitete. Er gehörte zu den ersten Ärzten des Rheinlandes, die die Pockenschutzimpfung einführten.

## Auszeichnungen
- Ehrenbürger der Stadt Boppard, 1876[3]
- Charakterisierung zum Geheimen Sanitätsrat, 1882[3]